# 梅利萨
梅利萨（義大利語：Melissa），是意大利克罗托内省的一个市镇。总面积51平方公里，人口3555人，人口密度69.7人/平方公里（2009年）。